# Obi-Wan Kenobi (serie de televisión)
Obi-Wan Kenobi (también conocida como Star Wars: Obi-Wan Kenobi) es una miniserie de televisión estadounidense, perteneciente al género de aventura espacial y space opera, producida por Lucasfilm para el servicio de streaming Disney+. Es parte de la franquicia Star Wars y está protagonizada por Ewan McGregor como el personaje homónimo, repitiendo su papel de la trilogía precuela de Star Wars. Ambientada diez años después de los acontecimientos de Star Wars: Episodio III – La venganza de los Sith (2005), la serie sigue a Kenobi mientras se propone rescatar a la pequeña Princesa Leia (Vivien Lyra Blair) secuestrada del Imperio Galáctico, lo que lleva a un enfrentamiento con su antiguo aprendiz, Darth Vader (Hayden Christensen).
El proyecto se originó como una película derivada escrita por Hossein Amini y dirigida por Stephen Daldry, pero fue reelaborada como una serie limitada tras el fracaso comercial de Solo: A Star Wars Story (2018). Se confirmó que McGregor protagonizaría en agosto de 2019, y Deborah Chow fue contratada para dirigir un mes después. La serie ha recuperado a varios actores que aparecieron en las precuelas, aparte de Ewan McGregor, Hayden Christensen vuelve a su papel de Anakin Skywalker/Darth Vader. Joel Edgerton regresa como Owen Lars, Bonnie Piesse como Beru Lars y Jimmy Smits vuelve a interpretar al Senador Bail Organa.
Los primeros dos episodios de Obi-Wan Kenobi se estrenaron el 27 de mayo de 2022. Los siguientes cuatro episodios se lanzaron semanalmente hasta el 22 de junio. La serie recibió críticas generalmente positivas, y los críticos elogiaron la actuación de McGregor, las secuencias de acción, la música de John Williams, la narrativa impulsada por los personajes y el peso emocional, aunque la escritura recibió algunas críticas. Obtuvo múltiples elogios, incluida la Mejor Serie de Eventos Limitados para Streaming y Mejor Papel de Estrella Invitada en Televisión en la 47.ª edición de los Premios Saturn, así como una nominación a Mejor Serie Limitada o de Antología en la 75ª edición de los Premios Primetime Emmy.

## Argumento
Han pasado diez años desde la extinción de la Orden Jedi a través de la siniestra Orden 66 al final de la Guerra de los Clones y la inevitable caída al Lado Oscuro de la Fuerza de Anakin Skywalker, hasta convertirse en el malvado lord Sith Darth Vader y el ascenso al poder de los Sith con el Imperio Galáctico del Emperador Palpatine. Por otro lado, un viejo Maestro Obi-Wan Kenobi se esconde en el planeta Tatooine, cuidando al hijo de Anakin, el joven granjero Luke Skywalker, cuando es llamado a una misión para rescatar a la hija de Anakin, Leia Organa, después de que ella sea secuestrada por el Cuerpo de Inquisidores Imperiales, unos misteriosos agentes y usuarios de la Fuerza oscuros dedicados a ser cazadores de los Jedi supervivientes a la Purga Jedi y que trabajan para el Imperio Galáctico en un complot para forzar a Kenobi a salir de su escondite.  Esto conduce a una confrontación entre Kenobi y su ex-aprendiz ahora conocido como Darth Vader.

## Reparto
- Ewan McGregor como Obi-Wan Kenobi; un maestro Jedi que sobrevivió a la Orden 66 y ahora vive en el exilio bajo el nombre de «Ben» en el planeta Tatooine, velando por la seguridad del niño Luke Skywalker. McGregor hizo saber su emoción al interpretar una versión del personaje más cercana a la actuación de Alec Guinness de la original trilogía de Star Wars que su propia versión más joven de la trilogía de precuela, con un Obi-Wan al comienzo de la serie «bastante deprimido, sin fe, habiéndose rendido un poco». La productora ejecutiva Michelle Rejwan, describió a Obi-Wan como «bastante perdido» en un «momento bastante traumático». Tras sus pérdidas en La venganza de los Sith (2005), incluida la caída de su aprendiz Anakin al lado oscuro de la Fuerza y dándolo por muerto en Mustafar, sintiéndose culpable por hacerlo. McGregor se refirió a su personaje como «un hombre destrozado», mientras que el escritor principal Joby Harold declaró que la serie se relacionaría con la versión «muy emotiva» de Zen Master de Alec Guinness en Una nueva esperanza. La directora Deborah Chow estaba intrigada por la idea de que Obi-Wan podría seguir preocupándose profundamente por Anakin, a pesar de su caída al lado oscuro. McGregor fue parte de las conversaciones sobre la caracterización de Obi-Wan en la serie, y volvió a ver las películas de la Saga Skywalker para prepararse. También leyó novelas de ciencia ficción, incluidas las escritas por Iain Banks, para el papel.
- Hayden Christensen como Anakin Skywalker/Darth Vader: El padre de Luke Skywalker y Leia Organa; antiguo aprendiz Jedi de Obi-Wan y amigo cercano que cayó en el lado oscuro y se convirtió en un Lord Sith. Sin haber interpretado al personaje desde 2005, Christensen volvió a ver las películas, así como la serie animada The Clone Wars (2008-2020) y Rebels (2014-2018), para prepararse para el papel. Christensen demostró entusiasmo en interpretar a un joven Darth Vader en el pico máximo de su poder, ya que anteriormente había interpretado al personaje principalmente como Anakin Skywalker. La voz de James Earl Jones fue utilizada en Darth Vader con la ayuda de la inteligencia artificial con un programa llamado Respeecher.
- Joel Edgerton como Owen Lars: Un granjero de humedad en Tatooine, el hermanastro de Anakin Skywalker y el tío adoptivo de Luke, el cual se muestra muy escéptico y reacio de la protección de Obi-Wan y además de estar en contra de que este último involucre a Luke en los caminos de la Fuerza, especialmente después de lo que pasó previamente con su hermanastro Anakin en el final de la Guerra de los Clones.
- Bonnie Piesse como Beru Lars, la tía paterna de Luke Skywalker.
- Rupert Friend como El Gran Inquisidor: Un miembro de la especie Pau'an que es el Inquisidor de más alto rango del Imperio Galáctico, que una vez fue miembro de la Orden Jedi y anteriormente sirvió como Guardia del Templo Jedi. Friend describió al personaje como disfrutando del sonido de su propia voz e ingenuamente creyéndose a sí mismo a la par de Darth Vader, deseando reemplazarlo como aprendiz del Emperador Palpatine si surge la oportunidad. Friend estaba emocionado de llevar al Gran Inquisidor a la acción en vivo y evitó mirar su caracterización en "Rebels" porque él, Chow y el cocreador de "Rebels" Dave Filoni no querían que Friend hiciera una impresión de la versión animada, aunque se mantuvieron fieles a la representación original.
- Moses Ingram como Reva Sevander / Tercera Hermana / Gran Inquisidora: Una Inquisidora ambiciosa y despiadada que comparte un objetivo común con el Gran Inquisidor y Darth Vader. El creador Joby Harold creía que Reva "contribuiría al legado de los villanos de Star Wars de una manera realmente interesante", mientras que Ingram la describió como una "atleta completa" y una chica dura.
- Sung Kang como el Quinto Hermano: Un Inquisidor que rivaliza con Reva y sigue estrictamente las órdenes tanto del Gran Inquisidor como de Darth Vader.
- Simone Kessell como Breha Organa: La madre adoptiva de Leia y esposa de Bail Organa. Kessell reemplaza a Rebecca Jackson Mendoza, quien interpretó a Breha en La venganza de los sith.
- Vivien Lyra Blair como Leia Organa: la hermana gemela de Luke y una princesa en Alderaan.
- Grant Feely como Luke Skywalker: el hermano gemelo de Leia y futuro Maestro Jedi.
- Jimmy Smits como el senador Bail Organa: el padre adoptivo de Leia y senador de Alderaan. Smits repite su papel de la trilogía de precuelas y Rogue One.
- Kumail Nanjiani como Haja Estree: Un estafador a pie de calle que trabaja en las calles de Daiyu que "puede convencer a la gente de cosas" y "estafar a la gente por dinero". Se enfoca en su propia supervivencia y finalmente se ve obligado a tomar una decisión difícil después de involucrarse en un gran conflicto cuando se encuentra con Obi-Wan. Nanjiani investigó estafadores y magos de la vida real para prepararse para el papel, ya que sintió que estos últimos eran como estafadores que engañan a su audiencia.
- Flea como Vect Nokru: Un cazarrecompensas, contratado para secuestrar a Leia Organa.
- Rya Kihlstedt como la Cuarta Hermana: una inquisidora.
- Indira Varma como Tala Durith: Una oficial Imperial y simpatizante de la naciente Rebelión.
- Zach Braff como Freck
- O'Shea Jackson Jr. como Kawlan Roken
- Maya Erskine como Sully Stark
- Benny Safdie como Nari: un jedi que se esconde en Tatooine.
- Marisé Álvarez como Nyche.

Además, Anthony Daniels vuelve a interpretar a C-3PO, y Temuera Morrison hace un cameo como un antiguo soldado clon sin hogar.Esther Rose McGregor, hija de Ewan McGregor, interpreta a Tetha Grig, una comerciante de especia que se encuentra con Obi-Wan en las calles de Daiyu.Natalie Portman, también tiene un cameo como Padmé Amidala al inicio de la serie. Ian McDiarmid y Liam Neeson repiten sus papeles como, respectivamente, el Emperador Palpatine y Qui-Gon Jinn, en algunos cameos.

## Episodios

### Temporada 1 (2022)
| N.º | Título      | Dirigido por | Escrito por                                                                                               | Fecha de emisión original |
| --- | ----------- | ------------ | --- | ------------------------- |
| 1 | «Parte I»   | Deborah Chow | Historia: Stuart Beattie & Hossein Amini Guión: Joby Harold, Stuart Beattie & Hossein Amini               | 27 de mayo de 2022        |
| Diez años después de que la Orden Jedi fuera casi exterminada producto de la Orden 66, el solitario ex Maestro Jedi Obi-Wan Kenobi (Ewan McGregor) se esconde en una cueva en Tatooine, utilizando el alias "Ben". Trabaja en una fábrica de carne y cuida a un joven Luke Skywalker, el hijo de su antiguo aprendiz convertido en enemigo Anakin Skywalker, que ahora vive con sus tíos, Owen (Joel Edgerton) y Beru Lars (Bonnie Piesse), a pesar de que a Owen no le gusta la presencia de Kenobi. Kenobi también ha perdido su conexión con la Fuerza, no puede comunicarse con el espíritu de la Fuerza de su antiguo maestro fallecido, Qui-Gon Jinn, y experimenta pesadillas de su pasado. Los Inquisidores, dirigidos por el Gran Inquisidor (Rupert Friend), buscan a un Jedi llamado Nari (Benny Safdie) en Tatooine; este intenta obtener ayuda de Kenobi, pero es rechazado y termina siendo ahorcado en la ciudad. Reva Sevander (Moses Ingram), la Tercera Hermana de los Inquisidores, está obsesionada con encontrar a Kenobi, de quien se cree que está muerto. En un intento por atraerlo, contrata cazarrecompensas para secuestrar a la princesa Leia Organa (Vivien Lyra Blair) de Alderaan, donde lleva una pacífica pero monótona vida con sus padres. El padre adoptivo y Senador de Alderaan Bail Organa (Jimmy Smits) le pide a Kenobi que la rescate y viaja a Tatooine para convencerlo personalmente. Kenobi recupera su sable de luz del desierto y emprende su misión.                                                     |             |              | |                           |
| 2 | «Parte II»  | Deborah Chow | Historia: Stuart Beattie & Hossein Amini Guión: Joby Harold                                               | 27 de mayo de 2022        |
| Después de rastrear a los secuestradores hasta el planeta Daiyu, Kenobi se encuentra con el estafador Haja Estree (Kumail Nanjiani), que finge ser un Jedi. Haja dirige a Kenobi a la ubicación de Leia, donde derrota a los secuestradores y la rescata. El Gran Inquisidor se entera de su presencia y cierra la ciudad. Reva desobedece las órdenes de retirarse y otorga una nueva recompensa por Kenobi, lo que hace que los mercenarios de la ciudad apunten a él y a Leia. Cuando Leia se da cuenta de que están detrás de Kenobi, pierde la confianza en él y huye; él la sigue hasta un techo. Mientras los cazarrecompensas intentan matarlos, Leia salta de un techo y Kenobi la salva usando la Fuerza, ganándose su confianza. Haja los encuentra y los dirige a un puerto de carga sin vigilancia del que pueden escapar, pero no puede evitar que Reva los siga. Reva le revela a Kenobi que Anakin, que ahora se hace llamar Darth Vader, todavía está vivo. Esto lo sorprende, ya que supuso que Anakin había muerto hace diez años. El Gran Inquisidor llega para arrestar al propio Kenobi, pero Reva lo apuñala con su sable de luz, lo que sin darse cuenta permite que Kenobi y Leia escapen. En Mustafar, Darth Vader (Hayden Christensen) se despierta en un tanque de bacta. |             |              | |                           |
| 3 | «Parte III» | Deborah Chow | Joby Harold, Hannah Friedman, Hossein Amini y Stuart Beattie                                              | 1 de junio de 2022        |
| Vader le indica a Reva que encuentre a Kenobi, prometiéndole el puesto de Gran Inquisidor si tiene éxito, y posteriormente envía droides sonda imperiales para encontrarlo. El transporte de Kenobi y Leia aterriza en el planeta Mapuzo, y proceden a la cita proporcionada por Haja. Al no encontrar a nadie allí, aceptan un viaje en un transporte imperial, pero finalmente son rastreados por un droide sonda. Reva alerta a la guarnición imperial, pero reciben ayuda de una oficial imperial, Tala (Indira Varma), quien revela que es miembro de una red clandestina que ayuda a los enemigos del Imperio a pasar a la clandestinidad, y los escolta a un pasadizo subterráneo secreto para que puedan escapar. Antes de irse, los Inquisidores llegan con Vader, quien mata a algunos de los habitantes del pueblo para atraer a Kenobi. Kenobi envía a Leia y Tala por delante mientras proporciona una distracción. Finalmente se enfrenta a Vader y, a pesar de intentar escapar, se involucran en un duelo con sables de luz, donde Vader tenía la ventaja ya que Kenobi tenía muchos años sin entrenar ni empuñar su sable de luz. Vader finalmente estrangula a Kenobi con la Fuerza y procede a quemarlo como venganza por haberle provocado las grandes quemaduras que Vader sufrió en su último duelo en Mustafar contra Kenobi. Tala regresa con una distracción y rescata a Kenobi, quien queda con fuertes quemaduras en los brazos, mientras Leia intenta escapar. Sin embargo, Reva está esperando a Leia al otro lado del túnel. |             |              | |                           |
| 4 | «Parte IV»  | Deborah Chow | Joby Harold & Hannah Friedman                                                                             | 8 de junio de 2022        |
| Habiendo escapado de Vader, Obi-Wan y Tala se infiltran en la fortaleza de los Inquisidores para rescatar a una Leia capturada, que está siendo interrogada por la Tercera Hermana. Durante la infiltración, Obi-Wan descubre una bóveda llena de Jedis muertos preservados que el Imperio había capturado. Si bien logran liberar a Leia, la tapadera de Tala se revela y tienen que luchar para salir, escapando con la ayuda de Roken (O'Shea Jackson Jr.) y sus tropas guerrilleras, lo que resulta en la pérdida de una de las tropas cuando la Tercera Hermana lanza una bomba en el combatiente. Un Vader enfurecido amenaza con matar a la Tercera Hermana por su fracaso, pero la perdona cuando revela que ha puesto un rastreador en el grupo. De vuelta en la nave, se revela que el rastreador es el bot compañero de Leia, L0-LA59, que se despierta con los ojos rojos. |             |              | |                           |
| 5 | «Parte V»   | Deborah Chow | Joby Harold & Andrew Stanton                                                                              | 15 de junio de 2022       |
| En un flashback trece años antes, Kenobi entrena a Anakin en combate con sables de luz en Coruscant, donde critica a Anakin por sus acciones agresivas. En el presente, y siguiendo el camino a su escondite, Vader asciende a Reva a Gran Inquisidor y hace que asedie las instalaciones. Ganando tiempo, Obi-Wan se enfrenta a Reva y deduce que ella conoce la verdadera identidad de Vader porque fue testigo de su masacre en el templo Jedi cuando era una joven padawan. Reva le revela que no desea servir a Vader, sino matarlo por venganza. Se abre una brecha en la instalación y Tala se sacrifica para salvar a Obi-Wan. Al darse cuenta de que no hay forma de ganar, Obi-Wan se rinde y lo llevan a Reva. Allí, convence a Reva de que asesine a Vader cuando ella le entregue a Kenobi. Mientras tanto, Leia puede reparar las puertas, lo que permite que Path evacúe justo cuando Vader llega al interior de la cueva. Reva aprovecha esta oportunidad para acercarse sigilosamente y atacar a Vader, pero rápidamente es dominada después de un breve duelo y es apuñalada por él. El Gran Inquisidor original reaparece, y se revela que está vivo. Le quita la insignia de Gran Inquisidor a Reva antes de que ambos la dejen por muerta. Mientras Obi-Wan, Leia y la red Path abandonan el planeta, Reva, herida, encuentra el transmisor de Obi-Wan y ve el mensaje de Bail Organa, apuntándola a Tatooine, donde en dicho planeta, un joven Luke Skywalker se encontraba durmiendo tranquilamente en su cama.                     |             |              | |                           |
| 6 | «Parte VI»  | Deborah Chow | Historia: Stuart Beattie, Joby Harold & Andrew Stanton Guión: Joby Harold, Andrew Stanton y Hossein Amini | 22 de junio de 2022       |
| Mientras Reva ha llegado a Tatooine en busca de Luke, Vader persigue a Obi-Wan y el Path en su Destructor Estelar. Al darse cuenta de que no hay otra manera, Obi-Wan se separa del grupo para que el Path pueda escapar. Lucha contra Vader solo en un planeta cercano y daña el dispositivo de respiración de Vader, haciéndolo incapaz de continuar. Convencido de que Anakin no puede ser salvado, deja atrás a Vader. Mientras tanto, Reva ha llegado a la granja de Owen, donde es combatida por Owen y Beru. Ella persigue a Luke en el desierto, pero no puede matarlo y finalmente lo devuelve a su familia. Obi-Wan la felicita por superar su pasado y el Lado Oscuro. De vuelta en Alderaan, Leia ha encontrado una nueva resolución en sus deberes como princesa. Un Obi-Wan visitante asegura a los Organas que ayudará cuando sea necesario y se despide de Leia. A su regreso a Tatooine, le asegura a Owen que permitirá que Luke crezca como un niño normal y se le permite conocerlo por primera vez. Habiendo encontrado su paz interior, finalmente puede ver y hablar con el espíritu de su maestro fallecido, Qui-Gon Jinn. En Mustafar, un Vader restaurado abandona su búsqueda de Obi-Wan después de que el Emperador cuestiona sus motivos. |             |              | |                           |

## Producción

### Antecedentes
El CEO de Disney, Bob Iger, anunció el desarrollo de varias películas derivadas independientes de Star Wars en febrero de 2013. Obi-Wan Kenobi fue el abrumador ganador de una encuesta realizada por The Hollywood Reporter en agosto de 2016 que preguntó qué personaje de Star Wars merecía un spin-off. Ewan McGregor, quien interpretó a Kenobi en la trilogía de precuelas de Star Wars, había expresado informalmente su voluntad de repetir el papel, lo que llevó a una reunión formal con Lucasfilm para que la compañía pudiera medir su interés en volver al personaje para una película spin-off. El desarrollo de una película de este tipo pronto comenzó, con Stephen Daldry entrando en conversaciones para dirigir el proyecto en agosto de 2017. McGregor fue designado como productor del proyecto. Se esperaba que Daldry supervisara el desarrollo y la escritura con Lucasfilm,y se puso en contacto con Hossein Amini para escribir la película. Amini se unió al proyecto a finales de 2017.
Según los informes, en mayo de 2018, la película se tituló Obi-Wan: A Star Wars Story, con una trama que involucra a Kenobi protegiendo a un joven Luke Skywalker en el planeta Tatooine durante las tensiones entre los agricultores locales y Tusken Raiders.Se esperaba que la producción de la película tuviera lugar en Irlanda del Norte bajo el título provisional Joshua Tree, a partir de 2019 en Paint Hall Studios en Belfast una vez que la producción de la última temporada de Game of Thrones terminara a finales de 2018.Sin embargo, Disney canceló su plan de películas derivadas de Star Wars, incluida la película de Kenobi, tras el fracaso financiero de Solo: A Star Wars Story (2018). El enfoque de Lucasfilm cambió a hacer series para el servicio de transmisión Disney+, como The Mandalorian.En agosto de 2018, McGregor dijo que le habían preguntado sobre un spin-off de Kenobi durante "años y años" y que estaba feliz de participar, pero dijo que no había planes para tal película en ese momento. Estaba interesado en explorar el personaje en el tiempo entre su interpretación en las películas de la precuela y la de Alec Guinness en la trilogía original, y quería ver la historia de "un hombre que ha perdido la fe" que podría mostrar cómo su versión, que "siempre tiene una frase divertida que decir o siempre parece estar tranquilo y es un buen guerrero", se convierte en un "hombre roto". Y tiene que "volver a estar juntos" para que coincida con la interpretación de Guinness.

### Desarrollo
McGregor entró en negociaciones para protagonizar una serie de televisión para Disney+ centrada en Obi-Wan Kenobi a mediados de agosto de 2019. Más tarde ese mes, en el evento D23 de Disney, la presidenta de Lucasfilm, Kathleen Kennedy , y McGregor anunciaron oficialmente que el actor repetiría su papel como Kenobi en una nueva serie para Disney+, ambientada ocho años después de los eventos de Star Wars: Episodio III – La venganza de los Sith (2005).La filmación estaba programada para comenzar en julio de 2020, y Amini ya había escrito los guiones de la serie limitada de seis episodios en el momento del anuncio. McGregor dijo que el anuncio fue un alivio y explicó que había estado mintiendo sobre su participación en un spin-off de Kenobi durante cuatro años. Un mes después, Kennedy anunció que Deborah Chow dirigiría la serie Kenobi después de impresionar a Kennedy con su trabajo dirigiendo episodios de The Mandalorian. 
En noviembre de 2019, Amini dijo que el período de tiempo de la serie era fascinante ya que Kenobi está lidiando con la pérdida de sus amigos y la Orden Jedi, lo que le permitió a Amini explorar aspectos de la franquicia de Star Wars además de la acción, como su lado espiritual. Se inspiró en las fuentes en las que se inspiró originalmente el creador de Star Wars, George Lucas, incluido El héroe de las mil caras de Joseph Campbell, la historia y la cultura de los samuráis y el budismo. Al comparar los guiones de la serie con sus planes cinematográficos originales, Amini dijo que pudo explorar más el personaje, la política y la historia en la serie que en una película de dos horas donde "siempre hay un imperativo para que la acción y la trama se desarrollen y puedan moverse particularmente rápido". Chow sintió que su trabajo en The Mandalorian fue el mejor entrenamiento que pudo tener para la serie Kenobi, aprendiendo de los productores ejecutivos de esa serie, Jon Favreau y Dave Filoni.
La preproducción de la serie estaba en marcha en Pinewood Studios en Londres en enero de 2020,y se estaban realizando pruebas de pantalla con actores potenciales junto a McGregor. A finales de mes, comenzaron a circular rumores de que la serie había sido cancelada debido a problemas de producción. Si bien este no fue el caso, la serie se suspendió indefinidamente y el equipo reunido fue enviado a casa.Se dijo que Kennedy estaba descontento con los guiones de la serie, que supuestamente presentaba una historia similar a la historia de The Mandalorian, en la que el personaje principal protege a "The Child", con Kenobi protegiendo a un joven Skywalker de varias amenazas. Chow le había mostrado estos guiones a Favreau y Filoni, quienes expresaron su preocupación por las similitudes con The Mandalorian y alentaron a Chow y la serie a "hacerse más grandes". Lucasfilm comenzó a buscar un nuevo escritor para la serie para comenzar de nuevo con los guiones, y aún se esperaba que Chow dirigiera. Kennedy explicó que esperaban tener una "historia esperanzadora y edificante", y dijo que ejecutar eso sería ser complicado dado el estado en el que se encuentra Kenobi después de Revenge of the Sith . Agregó: "No puedes simplemente agitar la varita mágica con cualquier escritor y llegar a una historia que necesariamente refleje lo que quieres sentir".El objetivo era que la preproducción comenzara nuevamente a mediados de 2020 una vez que se reescribieran los guiones. Según los informes, la serie también se reelaboró de seis episodios a cuatro, pero McGregor dijo que no creía que este fuera el caso. Agregó que Lucasfilm había decidido pasar más tiempo trabajando en los guiones luego del lanzamiento de Star Wars: The Rise of Skywalker (2019) y que la filmación se había pospuesto hasta enero de 2021, pero no creía que esto afectara los planes de la serie y el horario de lanzamiento.
Joby Harold fue contratado para reemplazar a Amini como escritor en abril de 2020,y actuar como showrunner. Ese octubre, el rodaje se retrasó hasta marzo de 2021 debido a la pandemia de COVID-19. En el evento del Día del Inversionista de Disney el 10 de diciembre, Kennedy anunció que la serie se titularía oficialmente Obi-Wan Kenobi y confirmó que Chow la estaba dirigiendo. En febrero de 2021, McGregor reveló que la filmación de la serie se llevaría a cabo en Los Ángeles en lugar de Londres y Boston, Lincolnshire, Inglaterra, como se había informado anteriormente. La serie es producida por Kennedy, Michelle Rejwan, Chow, McGregor y Harold, y consta de seis episodios.
Obi-Wan Kenobi se concibió como una serie limitada, y Chow la describió como "una gran historia con un principio, un medio y un final". A pesar de esto, Kennedy dijo que había una posibilidad de que se pudiera hacer más de la serie debido al tiempo agradable que el elenco y el equipo tuvieron al crearla, siempre que hubiera una razón convincente para volver al personaje, ambos McGregor y Christensen expresan interés en hacer otra temporada.

### Escritura
Según Chow, la historia pasó por "cambios significativos" después de la contratación de Harold, aunque algunos elementos de la historia concebidos por Amini se incluyen en los primeros tres episodios y el final, y Amini y Stuart Beattie recibieron créditos de escritura por ellos.  Hannah Friedman y Andrew Stanton fueron escritores adicionales de la serie.Harold quería explorar qué sucedió entre la representación de McGregor de Kenobi y la de Alec Guinness en la trilogía original, y señaló que la serie tiene lugar cuando el Imperio está "en ascenso" y los Jedi han sido eliminados. , con los sobrevivientes restantes huyendo y escondidos. Afirmó que el pasado de Kenobi, particularmente su relación con Anakin, lo convierte en un "hombre que está muy definido por esa historia, lo quiera o no". Agregó que una parte crucial del viaje de Kenobi implicará "reconciliar ese pasado y llegar a comprenderlo y llegar a comprender su lugar en él", y también los "lugares a los que tiene que ir tanto emocional como físicamente, y algunas de esas batallas". tiene que luchar", que en definitiva tienen "que ver con enfrentarse a ese pasado y entender quién fue él, su parte en su propia historia, en la historia de los demás".Harold también eligió incluir a Leia en la serie porque sintió que Kenobi también cuidaría de Leia. Al escribir su diálogo, Paper Moon (1973) y Midnight Run (1988) sirvieron como inspiración para sus interacciones con Kenobi. También señaló que la serie recontextualiza momentos en futuras entregas cronológicas de la franquicia, como proporcionar un contexto adicional detrás del mensaje de Leia a Kenobi en A New Hope (1977), y como tal, "se centró completamente en [Obi-Wan Kenobi] siendo El episodio 3.5, entre la trilogía original y las precuelas, ya que tenía que unir las opciones narrativas entre esas dos trilogías”, y quería que se sintiera como un “vínculo natural” entre las trilogías original y precuela. Harold también aclaró que la serie no rompería el canon después de que surgieron especulaciones de que se desviaría debido a que Reva apuñaló al Gran Inquisidor en la "Parte II", y muchos fanáticos supusieron que estaba muerto, contradiciendo así los eventos de Star Wars Rebels.

### Casting
En 2018 después de muchos meses sin emitir declaraciones Ewan McGregor declaró estar listo para repetir su papel del maestro jedi Obi-Wan Kenobi, finalmente a mediados de 2019 se confirmó una serie de acción en vivo para Disney + ambientada entre el final de la precuela y el comienzo de la trilogía original. Fue anunciado oficialmente el 23 de agosto en la D23 Expo. McGregor expresó su alivio por el anuncio del proyecto «porque durante cuatro años he tenido que mentirle a la gente al respecto» ya que Disney estuvo en contacto con él desde el primer momento, y afirmó que la serie constaría de seis episodios de una hora. Deborah Chow dirigirá la serie y será productora ejecutiva junto a Hossein Amini, quien escribió la serie. Otros productores ejecutivos incluyen a McGregor, Kennedy y Tracey Seaward. Durante el Día del Inversor de Disney 2020, se anunció que Hayden Christensen regresaría como Darth Vader en la serie y que se establecería diez años después de los eventos de La venganza de los Sith. En marzo de 2021, se anunció que la filmación inicio en abril y que el elenco incluiría a Joel Edgerton, Bonnie Piesse, Kumail Nanjiani, Indira Varma, Rupert Friend, O'Shea Jackson Jr., Sung Kang, Simone Kessell y Benny Safdie.
Ian McDiarmid y Liam Neeson repiten sus papeles como Palpatine y Qui-Gon Jinn en el final de la serie en cameos. Aunque Neeson había expresado previamente sus dudas sobre volver a interpretar el papel en una serie de televisión porque prefiere las películas, accedió a aparecer por respeto a Lucas y porque no quería que Qui-Gon fuera reelegido.

### Diseño
Doug Chiang y Todd Cherniawsky fueron los diseñadores de producción de la serie, con Suttirat Anne Larlarb como diseñadora de vestuario.Chiang, quien es el vicepresidente y director creativo ejecutivo de Lucasfilm que supervisa los diseños de todos los proyectos, dijo que el mayor desafío de la serie era unir los diseños de la precuela y las trilogías originales y permanecer fiel a las películas mientras agregaba elementos nuevos; por ejemplo, los diseños de Tatooine siguen siendo consistentes con las películas, pero pudieron traer nuevos elementos a la serie para la ciudad de Anchorhead, a la que se hizo referencia por primera vez en Star Wars (1977) pero nunca antes se había representado en la pantalla. Chiang y Cherniawsky colaboraron para crear un diseño y lograr el "equilibrio" que Chow deseaba.
El maestro de utilería Brad Elliott volvió a ver todas las películas de la trilogía de precuelas para prepararse para su trabajo en la serie. Fue influenciado por los recursos que Pablo Hidalgo trajo para el equipo creativo, el trabajo de Ralph McQuarrie en la trilogía original y las técnicas que los constructores de utilería usaron en la trilogía original. Decidió quedarse con algunas de las pertenencias de Kenobi, como sus macrobinoculares, holoproyectores y el datapad de la trilogía de la precuela. Sintió que "tenía sentido que Kenobi llevara algunos artículos con él para vigilar a Luke" y explicó que se quedó con el holoproyector en caso de que Bail Organa lo contactara. Crear el sable de luz de Kenobi fue un desafío para los constructores de utilería, ya que los diseñadores de utilería de la precuela y las trilogías originales no usaron los mismos diseños de empuñadura, lo que requirió que el equipo de utilería de la serie fusionara las dos iteraciones juntas "en algo nuevo que aún se sintiera auténtico". Explicó además que la estética visual de la empuñadura se inspiró principalmente en la trilogía de la precuela, pero el equipo había actualizado el emisor para imitar el sable de luz de Guinness en Star Wars. Al crear los sables de luz para los Inquisidores, Filoni aconsejó que imaginaran que la versión animada era una "versión exagerada" de la acción en vivo. Elliot dice que esto ayudó al equipo a mantener la forma general de los sables de luz de Rebels, en la que aparecieron por primera vez los Inquisidores, pero cambió las proporciones para el contacto humano. El equipo personalizó el diámetro de los sables de luz para acomodar a los actores.

### Filmación
Se esperaba que el rodaje comenzara en abril de 2021, en Los Ángeles, California, con la dirección de Deborah Chow; La filmación comenzó el 4 de mayo de 2021. Chung-hoon Chung se desempeñó como director de fotografía de la serie y la serie utiliza la tecnología de pared de video StageCraft, que anteriormente se usó en The Mandalorian y The Book of Boba Fett.La serie también se filmó en The Volume set, el escenario en el que se implementa StageCraft, en los estudios de Manhattan Beach en Los Ángeles. En Pacoima, California, en el Valle de San Fernando de Los Ángeles, se construyó un plató práctico para el pueblo Tatooine de Anchorhead, así como para la granja de los Lars. Chow eligió a Chung como director de fotografía porque le gustaba su estilo visual y sintió que "había hecho cosas que eran más pequeñas, que eran emocionalmente intensas con una fuerte identidad visual, pero también había hecho grandes proyectos comerciales". McGregor hizo pruebas de vestuario para Obi-Wan Kenobi en el set de The Mandalorian,y dijo que la tecnología StageCraft le permitió disfrutar trabajando en la serie más que en las precuelas debido al uso extensivo de este último de pantalla azul y verde. Chow también declaró que su experiencia en la dirección de episodios de The Mandalorian ayudó al equipo de producción a utilizar mejor la tecnología. La filmación terminó el 19 de septiembre. Nicholas De Toth, Kelley Dixon, y Josh Earl fueron los editores de la serie.

### Música
Natalie Holt fue contratada para componer la banda sonora de la serie, lo que la convirtió en la primera mujer en componer la banda sonora de un proyecto de Star Wars de acción real.Se informó que la grabación de su música se llevó a cabo durante varios meses a mediados de febrero de 2022, cuando John Williams grabó el tema principal de la serie con una orquesta en Los Ángeles. Williams compuso previamente las partituras de las principales películas de Star Wars, y originalmente escribió un tema para Obi-Wan Kenobi en Star Wars (1977) que luego se asoció con la Fuerza en general. Williams se acercó a Kennedy para que compusiera un nuevo tema para la serie porque Kenobi era el único personaje principal de la película original para el que no había escrito un tema independiente, y Holt dijo que el nuevo tema era reflexivo, melancólico y tenía un "elemento de esperanza" y que "encarna el espíritu del programa por completo". Esta fue la segunda vez que Williams había escrito un tema para un proyecto de Star Wars para el que no era el compositor principal, siguiendo a Solo, y fue la primera serie de televisión semanal para la que compuso el tema desde Amazing Stories en 1985.

## Estreno
Inicialmente la serie se había programado para un estreno a mediados del año 2021, pero debido a la pandemia de COVID-19, su estreno se retrasó a noviembre de 2021. Posteriormente a finales del año 2021, y por último su estreno se volvió a reprogramar para inicios del año 2022. Disney+ finalmente publicó la fecha de estreno oficial: 25 de mayo de 2022, durante el 45 aniversario del estreno, en 1977, del episodio IV (Star Wars: Una nueva esperanza).
Obi-Wan Kenobi se estrenó en Disney+ el 26 de mayo de 2022 con sus dos primeros episodios. Fueron lanzados tres horas antes de lo esperado, a las 9 p. m. PDT, en lugar de a las 12 a. m. PDT del 27 demayo. Se agregó una advertencia de contenido al primer, quinto y sexto episodio debido a las similitudes entre las escenas que muestran violencia que involucra a niños durante la Orden 66 y el tiroteo en la Escuela Primaria Robb del 24 de mayo. Los otros cuatro episodios de la serie se lanzaron semanalmente los miércoles desde el 1 de junio hasta el 22 de junio.
El estreno de la serie batió el récord de audiencia para una serie de Disney+ en su fin de semana de estreno, batiendo la serie de Loki estrenada un año antes.

## Recepción

### Audiencia
Según Whip Media, Obi-Wan Kenobi fue la nueva serie de televisión más esperada de mayo de 2022.Disney anunció que Obi-Wan Kenobi fue el estreno de serie más visto para el servicio de transmisión en su primer fin de semana. Según el agregador de transmisión JustWatch, Obi-Wan Kenobi fue el programa de televisión más transmitido en todas las plataformas en los Estados Unidos, durante la semana que finalizó el 29 de mayo de 2022,así como durante la semana del 30 de mayo de 2022 al 5 de junio de 2022. Según el agregador de transmisión Reelgood, Obi-Wan Kenobi fue el programa de televisión más reproducido en todas las plataformas durante la semana del 11 de junio de 2022. Según Samba TV, "Part I" se vio en 2,14 millones de hogares estadounidenses del 27 al 30 de mayo, superando los estrenos de la segunda temporada de The Mandalorian (2,08 millones) y El libro de Boba Fett (1,5 millones).Del 22 al 26 de junio, el final de Obi-Wan Kenobi se vio en 1,8 millones de hogares, un 20% más que los 1,5 millones de The Book of Boba Fett. Según el agregador de transmisión Reelgood, Obi-Wan Kenobi fue la segunda serie de televisión más reproducida y el tercer programa más reproducido en todas las plataformas durante la semana del 22 de junio de 2022.

### Recepción crítica
El sitio web del agregador de reseñas Rotten Tomatoes informó un índice de aprobación del 82% y una puntuación promedio de 6.60/10, según 297 reseñas. El consenso de los críticos del sitio web dice: "Este no será el Obi-Wan Kenobi que buscan algunos espectadores, pero la actuación conmovedora de Ewan McGregor y algunos giros refrescantes hacen de esta una adición satisfactoria, aunque tortuosa, a la saga de Star Wars".En Metacritic, la serie tiene una puntuación media ponderada de 73 sobre 100, basada en 19 críticos, lo que indica "críticas generalmente favorables".
Matt Purslow de IGN le dio a los dos primeros episodios un 8 sobre 10, elogiando la trama y el arco del personaje de Kenobi, pero criticó las secuencias de acción. Tenía esperanzas para el resto de la serie, y lo calificó como "un capítulo sorprendentemente emotivo en la saga más grande de Star Wars". El crítico de CNN Brian Lowry elogió la actuación de McGregor y escribió que "demuestra [ser] un gran activo, captura perfectamente al legendario Jedi en esta etapa", mientras que también siente que el programa "inventa una explicación más que plausible" para las acciones de Kenobi durante el período de tiempo.Escribiendo para The Hollywood Reporter, Angie Han también le dio a la serie una crítica positiva, elogiando el desempeño de McGregor, la dirección de Chow, la estética visual de Daiyu y el tono general de la serie, que sintió que era similar a Rogue One (2016), y agregó que "tiene la potencial para ofrecer uno de los estudios de personajes más complejos jamás vistos en la franquicia".

## Futuro
En noviembre de 2019, el director creativo de Walt Disney Studios, Alan Horn, declaró que si la serie El mandaloriano tenía éxito, se podrían desarrollar nuevos proyectos de series para Star Wars. En diciembre de 2020, las series Rangers of the New Republic, Ahsoka y El libro de Boba Fett se dieron a conocer, con las tres series desarrolladas por Favreau y Filoni, ubicada dentro de la línea de tiempo de El mandaloriano.